# Bộ Chính trị Ban Chấp hành Trung ương Đảng Cộng sản Nga khóa XI (1922–1923)
Bộ Chính trị Ban Chấp hành Trung ương Đảng Cộng sản Nga khóa XI (1922-1923) được bầu tại Hội nghị Trung ương lần thứ nhất của Ban chấp hành Trung ương Đảng Cộng sản Nga (Bolsheviks) khóa XI được tổ chức ngày 3/4/1922.

## Ủy viên chính thức
| Tên (sinh – mất)              | Bắt đầu  | Kết thúc  | Thời gian      |
| ----------------------------- | -------- | --------- | -------------- |
| Grigoriy Zinoviev (1883–1938) | 3/4/1922 | 26/4/1923 | 1 năm, 23 ngày |
| Lev Kamenev (1883–1936)       | 3/4/1922 | 26/4/1923 | 1 năm, 23 ngày |
| Vladimir Lenin (1870–1924)    | 3/4/1922 | 26/4/1923 | 1 năm, 23 ngày |
| Alexei Rykov (1881–1938)      | 3/4/1922 | 26/4/1923 | 1 năm, 23 ngày |
| Joseph Stalin (1878–1953)     | 3/4/1922 | 26/4/1923 | 1 năm, 23 ngày |
| Mikhail Tomsky (1880–1936)    | 3/4/1922 | 26/4/1923 | 1 năm, 23 ngày |
| Leon Trotsky (1879–1940)      | 3/4/1922 | 26/4/1923 | 1 năm, 23 ngày |

## Ủy viên dự khuyết
| Tên (sinh – mất)               | Bắt đầu  | Kết thúc  | Thời gian      |
| ------------------------------ | -------- | --------- | -------------- |
| Nikolai Bukharin (1888–1938)   | 3/4/1922 | 26/4/1923 | 1 năm, 23 ngày |
| Mikhail Kalinin (1875–1946)    | 3/4/1922 | 26/4/1923 | 1 năm, 23 ngày |
| Vyacheslav Molotov (1890–1986) | 3/4/1922 | 26/4/1923 | 1 năm, 23 ngày |